# Důl František (Ostrava-Přívoz)
Důl František (Franzschacht, další názvy důl Generál Svoboda, Vítězný únor, Odra) byl černouhelný hlubinný důl v Ostravě-Přívoze, v blízkosti železnice Severní dráhy císaře Ferdinanda (SDCF), patřil mezi doly společnosti Kamenouhelných dolů Severní dráhy Ferdinandovy. V blízkosti dolu postupně SDCF vybudovala průmyslový komplex: koksovnu František pro zpracování vytěženého uhlí, elektrárnu František, která zabezpečovala závodům SDCF elektrickou energii, vodárnu a další provozy. Po znárodnění v roce 1945 se tyto závody staly samostatnými v rámci národních podniků.

## Historie

### Kutací práce
Kamenouhelné těžířstvo bratří Kleinů odkoupilo od Moritze Goldschmita, Leopolda von Werheimsteina a Ing. Togese v roce 1849 důlní míry v oblasti Přívozu a Hrušova.  Na základě vydané koncese dne 7. prosince 1849 zde byly prováděny kutací práce a založená kutací jáma.  13. ledna 1851 na základě nálezu uhelné sloje těžířstvo žádalo o udělení propůjčky důlních měr, kterou obdrželi 20. března 1852. V tomto roce byla zahájena přestavba jámy kutací na jámu těžní s názvem František, která byla pojmenována po nejstarším z bratrů Kleinových.

### Vznik dolu
Přestavba víceúčelové jámy byla ukončena v roce 1854 a následujícího roku (12. července 1855) důl odkoupila  společnost Kamenouhelné doly Severní dráhy císaře Ferdinanda (SDCF). V letech 1857–1862 byl důl modernizován a přestavěn. Byla přestavěna jámová budova a v roce 1857 založena větrní jáma. Na ni byla převedena i odvodňovací funkce. Další modernizace dolu proběhla v roce 1869 a v letech 1871–1872. Při velké povodni v Ostravě v roce 1888 (30. března) se provalila voda těžní jámou do dolu. Zmáhání následků zatopení dolu trvalo do 5. února 1889, kdy byl obnoven provoz dolu. V letech 1885–1892 byly v rámci další modernizace instalovány nové výkonnější stroje. Období 1912–1917 byla ve znamení elektrifikace dolu a rekonstrukce třídírny. S rozvojem důlní dopravy a dalších technických prostředků a také hledáním úspor (vlivem hospodářské krize 1929–1933) byly k dolu František připojeny do té doby samostatné doly Jiří (1927) a Jindřich (1933). V době německé okupace za druhé světové války byla plánována rozsáhlá výstavba velkodolu František. Nejdříve se začalo v roce 1942 s hloubením nové centrální těžní jámy, její hloubení bylo předčasně zakončeno v úrovni 6. patra – v hloubce 397,5 m.
V roce 1945 byla na důl uvalena národní správa a k 1. lednu 1946 byl znárodněný důl František začleněn do Ostravsko-karvinských dolů n. p. v Ostravě. 30. března 1947 byl přejmenován na důl Generál Svoboda, v roce 1953  došlo k novému přejmenování s platností 16. února 1953 na důl Vítězný únor.

### Výstavba dolu po roce 1950
V létech 1961 až 1970 proběhla společná rekonstrukce dolů Vítězný únor (František), Eduard Urx (Anselm) a Stachanov (Hubert). 1. ledna 1964 byly tyto doly spojeny v jeden důlní podnik Důl Vítězný únor, n. p. Důl Eduard Urx se stal závodem č. 2, Důl Stachanov (Hubert) se stal závodem č. 3 a od 1. července 1966 byla těžba uhlí převedena novým překopem na skipovou jámu Vítězný únor 2 v Ostravě-Přívozu. K 1. lednu 1974 byl závod 3 organizačně zrušen, důlní pole bylo rozděleno na dvě části. Jedna byla přidělena dolu Vítězný únor a druhá dolu Eduard Urx. Další rekonstrukce byly prováděny už s záměrem vytvoření Skupinového dolu Ostrava v letech 1980 až 1989. Změnou politicko-hospodářských poměrů v roce 1989 z plánované realizace sešlo. K 1. lednu 1990 byl důl Vítězný únor přejmenován na Důl Odra.

### Současný stav
Těžba na dole František / Odra byla ukončena dne 30. června 1994 vyvezením posledního vozíku s uhlím, který byl i posledním vytěženým uhlím v Ostravské dílčí pánvi. Zasypání skipové jámy bylo ukončeno 13. srpna 1998, její těžní věž byla zbořena odstřelem pomocí trhaviny 6. listopadu 1998. Tím skončila definitivně existence Dolu Odra o. z. Nástupnickou organizací se stal státní podnik Diamo.

### Strojní a technické zařízení

#### Strojovna
V roce 1854 byla jáma vybavena dvěma parními stroji. Velký stroj poháněl vodní čerpadlo a malý sloužil pro těžbu, nejprve pro odtěžení kamene z prací v jámě a pak z otvírkových děl. V roce 1853 byla na jámě František instalována poprvé v revíru těžní klec pro vertikální dopravu materiálu (těžbu). Do té doby se k těžbě na jámách v revíru používaly okovy, koše nebo vědra. V roce 1858 byl instalován v rekonstruované těžní budově parní stroj od firmy Sigl, Vídeň.
V roce 1915 byl instalován elektrický těžní stroj vyrobený Vítkovickými železárnami, elektrickou část dodala firma  Siemens a spol., Bratislava. Bubny těžního stroje měly průměr 4 500 mm a šířku 1 410 mm, lano mělo průměr 41 mm, dvě těžní klece se dvěma etážemi pro dva vozíky vedle sebou nebo 13 osob na etáž. Rychlost jízdy 12 m/s pro těžbu a 8 m/s pro jízdu mužstva. Výška těžní věže od ohlubně po střed lanovnic 35,5 m, průměr 4 500 mm. Těžní věž postavila firma Pražské strojírny a. s.
Výrobu stlačeného vzduchu zabezpečovaly dva elektrické pístové kompresory  o výkonu 6 600 m3/hod. z let 1915 a 1922, kompresory dodala firma Spojené strojírny a. s., Praha, elektrické motory Siemens-Schuckert, Vídeň.

#### Větrání dolu
Větrání dolu bylo přirozené. Jáma František byla jámou úvodní. Přirozená cirkulace vzduchu byla podporována větrným komínem 11,4 m vysokým. Pro další zvýšení účinku cirkulace vzduchu byla ve větrné jámě instalována větrná pec, která se používala v letních měsících. Větrná pec byla nahrazena v roce 1870 parním ventilátorem systém Rittinger a zavedeno umělé větrání dolu. V letech 1871 až 1872 byla prohloubena větrní jáma do hloubky 239,2 m.
V roce 1914 byly instalovány dva ventilátory Diennendahl o výkonu 40 až 70 m³/s od firmy Breitfeld-Daněk, Praha s motory (125 HP) firmy Brown-Boveri, Vídeň. V roce 1929 byla výdušná jáma hluboká 291 m.
V roce 1969 byla těžní jáma č. 1 (původní jáma František) přestavěna na jámu větrní a vybavená novými výkonnými ventilátory.
2. června 1988 bylo ukončeno prohlubování větrné jámy František 4 / Vítězný únor 4 v hloubce 1 091 m. Mezi 6. a 11. patrem probíhalo hloubení vrtnou metodou, průměr jámy byl 6,5 m. Výdušná jáma č. 4 byla nejhlubší výdušnou jámou v Ostravské dílčí pánvi, ale ne co se délky jámového stvolu týče (vrchní starý úsek mezi ohlubní a starým 10.patrem [4.nové] nebyl nikdy vyhlouben [mělo dojít ke zvětšení průměru jámy] a úsek mezi 4. a 6. patrem nebyl nikdy proražen a úsek pod 11. patrem byl likvidován hned po vyhloubení, jáma měla tedy celkovou „volnou“ hloubku 637,94m[6.-11.patro])

#### Čerpání důlní vody
V roce 1860 byl postaven vodotěžný stroj s výkonem 1 860 l/min., který mohl čerpat důlní vodu z hloubky až 228 m.
Důlní voda byla čerpána z 11. patra (jámové tůně) na 10. staré patro a odtud na povrch. Na 10. starém patře byla dvě elektrická čerpadla o stejném výkonu 3 000 l/min. od firmy Bratří Schulzerové, Winterthur z roku 1914. Na 11. patře byla pístová čerpadla poháněná stlačeným vzduchem, výkon 500 l/min z roku 1927. Dvoupístové čerpadlo bylo od firmy Weise & Monski, Halle a jednopístové od firmy Evans & Cornish, Anglie.

#### Ostatní
Vytěžené koksovatelné uhlí bylo transportováno lanovou dráhou 1 km dlouhou do koksovny František. Výkon lanovky byl 80 t/hod.
Důl byl připojen 1 km dlouhou vlečkou z železniční stanice Moravská Ostrava a Přívoz (dnes Ostrava hlavní nádraží). Pára a teplá voda byly dodávány z kotelny koksovny František do roku 1925, když byla odstavena z provozu, a z kotelny elektrárny František. V roce 1928 byl důl František připojen na automatickou telefonní ústřednu.

### Těžba uhlí
V roce 1851 bylo v průběhu kutacích prací vytěženo 56 tun uhlí. Těžba uhlí byla zahájena v roce 1854 a bylo vytěženo 20 020 tun uhlí. V roce 1865 bylo vytěženo 11 069 t. V roce 1869 byla těžní jáma prohloubena do hloubky 206,5 m. Dobývaly se sloje spodní hrušovské a petřkovické vrstvy ostravského souvrství. V roce 1891 činila těžba 52 500 t, v roce 1901 bylo vytěženo 102 900 t, v roce 1916 už 125 600 t uhlí a v roce 1926 bylo vytěženo 140 800 t uhlí.
Ukončením překopu z dolu František na důl Jiří v roce 1927 došlo k převedení těžby dobývacího pole Jiří. Obdobným způsobem byla převedena těžba z dobývacího pole Jindřich v Moravské Ostravě na důl František v roce 1933.
V roce 1927 bylo vytěženo 291 000 t uhlí (údaj ze sloučených dolů František a Jiří). Těžní jáma v roce 1929 dosáhla hloubky 394 m. Uhlí bylo těženo v 14 slojích průměrné mocnosti 50–200 cm, úklonu 20–90°, převážně metodou piliřování se základkou nebo na zával z hloubky 860 m.
V roce 1942 začalo hloubení nové centrální jámy č. 2, které bylo předčasně ukončeno v hloubce 397,5 m, v roce 1953 bylo obnoveno její hloubení a ukončeno v roce 1959 na úrovni 8. patra v hloubce 550 m. Další prohlubování začalo v roce 1965 do hloubky 715 m (úroveň 9. patra). V roce 1966 byla uvedena do provozu flotační těžkosuspenzní úpravna uhlí, pro úpravu koksového a antracitového uhlí, kterou postavily Vítkovické železárny v licenci holandské firmy Stamicarbon. Projektovaný výkon 500–600 t/hod, její provoz byl ukončen v roce 1994. V roce 1970 byla jáma č. 2 propojena spojovacím překopem s jámou Eduard Urx 5 v Ostravě-Koblově a v roce 1974 s dolem Stachanov (Hubert). Tím byla zabezpečena doprava vytěženého uhlí z dobývacího pole Dolu Vítězný únor n. p. na centrální skipovou jámu, u které byla v rámci rekonstrukce postavena nová třídírna, elektrická rozvodna, nová strojovna a další. V roce 1985 byla skipová jáma prohloubena na konečnou hloubku 1 040,8 m a propojena spojovacím překopem (1986) v úrovni 10. patra s dolem Eduard Urx 5 (v roce 1981 byl prohlouben do hloubky 860 m, tj. úroveň 10. patra).

### Údaje o dole František
Údaje dle
| Název                | Druh jámy              | Založení | hloubka jámy [m] | těžba     | vytěženo               | likvidace | dobývací pole [ha] | Poznámka |
| -------------------- | ---------------------- | -------- | ---------------- | --------- | ---------------------- | --------- | ------------------ | --- |
| František 1 / Odra 1 | kutací, těžní, výdušná | 1849     | 563,5            | 1854–1969 | 90–140 tisíc tun ročně | 1998      | 811                | 10 starých pater a 3 nová patra (6.; 7. a 8.)=>ze dna jámy (-355,29 m) větrní vrt přes 9. patro na 9/10. patro                                                          |
| František 4 / Odra 4 | větrní                 | 1857     | 290,61+637,94    |           | 90–140 tisíc tun ročně | 1998      | 811                | 10 starých pater (nepřístupných - jáma v celé délce zasypána[290,61 m]), následný úsek po 6. patro neproražen a 6 nových pater(6., 8.; 9.; 9/10.; 10. a 11. [637,94 m]) |
| František 2 / Odra 2 | těžní, skipová         | 1942     | 1 040,75         | 1966–1994 | 90–140 tisíc tun ročně | 1998      | 811                | 8 pater (4.; 6.; 7.; 8.; 9.; 9/10.; 10. a 11) |

### Ubytování
Mezi první domy u jámy František můžeme zahrnout nájemní dům z roku 1869 nebo výstavbu čtyř jednotných domů podle projektu Ing. Rudolfa Sauera (stavitelem Böhmem).
Pro ubytování havířů společnost SDCF postavila tři kolonie a mezi soukromými domy v Přívoze bylo ještě dalších 13 zaměstnaneckých domů. Dvě kolonie U jámy František a kolonie koksovny František, které se nacházely v blízkosti jámy František a koksovny František v Přívoze, stály těsně vedle sebe, z tohoto důvodu jsou v literatuře popisovány často společně. V obou koloniích bylo 76 domů a dvě noclehárny pro zaměstnance závodu František. V první etapě v 1869–1870 bylo postaveno 16 domů a jedna noclehárna. V druhé etapě 1892–1902 bylo postaveno 30 domů, jedna pekárna a jedna kasárna, která byla postavena v roce 1894, projekt vypracoval stavitel Josef Zubera.  V letech 1927 a 1933 byly domy demolovány. Z kolonie U jámy Františkovy se nedochoval žádný dům, z kolonie koksovny František v roce 1968 stálo 8 domů a ubytovna, v roce 2009 jen pět domů. Třetí kolonie U Odry (Stará kolonie jámy František, Alte Colonie) se nacházela v blízkosti řeky Odry v severním okraji Přívozu. Tvořilo ji deset stejných domů pro zaměstnance dolu František, v  první etapě bylo postaveno 8 domů a v roce 1905 to byly 2 domy (v plánech označovány Type 1905). V roce 2009 stál jediný dům.

### Koksovna František (Svoboda)
Součástí dolu František byla založena roce 1908 SDCF spolu s Moravskoostravským těžířstvem Marie-Anna (Respektive Hornoslezské koksovny a chemické závody Marie-Anna německý název Oberschlesische Kokswerke und Chemische Fabriken). V roce 1917 se koksovna František řadila na první místo výrobě koksu v revíru (20 % z celkové produkce revíru). V roce 1952 se koksovna stala součástí Ostravsko-karvinských koksoven (OKK), v provozu bylo prádlo a pět koksárenských baterií. Taktéž změnila název stejně jako důl František. V roce 2010 Koksovna Svoboda měla 4 koksárenské baterie po 210 komorách (kapacita 16 tun koksu), roční produkce činila 800 000 tun koksu.

### Elektrárna František (Teplárna Přívoz)
Výstavba elektrické ústředny (elektrárny) František probíhala v letech 1911–1913. V roce 1913 byla uvedena do provozu, měla nahradit především elektrárnu koksovny František z roku 1909, a byla určená pro zásobování elektrickou energií všech závodů SDCF. V roce 1913 byly instalovány tři soustrojí dodané firmou AEG-Union s výkonem 3× 5400 HP, které poháněly generátory AEG-Union o výkonu 3× 4 000 kW.
V 50. letech 20. století byla elektrárna František vyňata z podřízenosti OKD a začleněna do Ostravsko karvinských elektráren v podřízení Ústřední správy energetiky. V 90. létech se mění na Teplárnu Přívoz. Od roku 1998 se stala novým majitelem společnost Dalkia.
V roce 2013 Teplárna Přívoz zabezpečovala dodávku tepla pro 13,5 tis. domácností v Ostravě, a dále pro Koksovnu Svoboda, Městskou nemocnici Fifejdy, Novou Karolinu a Pivovar Ostrava.

## Kulturní reference
V roce 1981 natočila Drahomíra Vihanová krátký dokumentární film Den hlavního inženýra, který pojednává o provozu v pobočném závodě Koblov tohoto dolu.